# اینوسنزو دونینا
اینوسنزو دونینا (انگلیسی: Innocenzo Donina; ۱۶ ژوئیهٔ ۱۹۵۰ – ۱۹ مارس ۲۰۲۰) بازیکن فوتبال اهل ایتالیا بود.
از باشگاه‌هایی که در آن بازی کرده‌است می‌توان به باشگاه فوتبال کرمونزه، باشگاه فوتبال باری، باشگاه فوتبال رجانا، باشگاه فوتبال آتالانتا، و باشگاه فوتبال ویچنزا اشاره کرد.